# Pădurea Cuhurești (arie protejată)
Cuhurești este un sector reprezentativ cu vegetație silvică în raionul Florești, Republica Moldova. Este amplasat în ocolul silvic Cuhurești Cuhureștii Mari, parcela 15, subparcelele 1, 13. Are o suprafață de 13 ha. Obiectul este administrat de Gospodăria Silvică de Stat Soroca.